# Ангьял, Андраш
Андраш Ангьял (венг. András Angyal; 1902 — 4 июня 1960, Бостон) — американский психиатр и психолог венгерского происхождения. Разработал теорию универсальной двойственности, согласно которой в личности человека одновременно существуют здоровый и невротический паттерны, один из которых обычно доминирует.

## Биография
Андраш Ангьял родился в 1902 году в Венгрии.
Обучался в Венском университете, который окончил в 1927 году со степенью доктора философии. После окончания обучения изучал медицину в Туринском университете, где получил степень доктора медицины. В 1932 году эмигрировал в США, устроившись работать в отделение антропологии Йельского университета, где, под руководством Э. Сепира, изучал влияние культуры на личность. Одновременно работал психиатром в больнице Вустера, занимаясь исследованиями шизофрении и алкоголизма.
С 1945 года до конца жизни А. Ангьял занимался частной практикой, а также читал лекции в различных учебных заведениях, в том числе в Гарвардском и Брандейском университетах. 
4 июня 1960 года Андраш Ангьял скончался от сердечного приступа в Бостоне.

## Основные труды
- Angyal A. Uber die Raumlage vorgestellter orter // «Archiv fur die gesamte Psychologic», 1930, № 78, p. 47–94.
- Angyal A. The Experience of the Body-self in Schizophrenia // «Archives of Neurology and Psychiatry», 1936, № 35, p. 1029–2053.
- Angyal A. Foundations for a Science of Personality. — New York: The Commonwealth Fund, 1941.
- Angyal A. A Theoretical Model for Personality Studies. — 1951.
- Angyal A. Neurosis and treatment: a holistic theory. — New York: Wiley, 1965.